# Вас чекає громадянка Никанорова
«Вас чекає громадянка Никанорова» (рос. «Вас ожидает гражданка Никанорова») — радянський художній фільм, знятий студією «Мосфільм» у 1978 році.

## Сюжет
Жила в селі проста дівчина Катя Никанорова. Мріяла про казковому «принца», якого знайде і з яким буде щаслива. Через це була об'єктом насмішок серед жителів села і вважалася легковажною.
І тому їй не щастило з супутниками життя, які явно відрізнялися від поняття «принц». Але одного разу до неї додому підселюють ветеринара Павла Дьожкіна, якого покинула дівчина. Павло — людина делікатна і легко ранима. Ось так і вийшло, що двоє «не від світу цього» людей знайшли себе і полюбили один одного.

## У ролях
- Наталія Гундарєва —  Катя Никанорова
- Борислав Брондуков —  Павло Дьожкін
- Євген Кіндінов —  Женя
- Іван Рижов —  голова колгоспу Леопольд Васильович
- Михайло Васьков —  Слава, шофер голови колгоспу
- Геннадій Фролов —  Стьопа
- Лев Борисов —  «громадська сила»
- Наталія Гущина —  Ліза, подруга Каті
- Віра Новікова —  Тамара
- Валентина Березуцька —  сусідка тітка Люба
- Людмила Полякова —  Вєрка
- Віктор Шульгін —  міліціонер
- Олександра Харитонова —  сусідка Люда
- Володимир Акімов —  колгоспник
- Володимир Приходько —  Данилич
- Юрій Рогунов —  епізод
- Олег Савосін
- Василь Фущич —  комбайнер
- Олександр Лук'янов —  колгоспник на возі
- Євгенія Лижина —  сусідка

## Знімальна група
- Автор сценарію:  Віктор Мережко
- Режисер:  Леонід Марягін
- Оператор: Юрій Авдєєв, Володимир Фрідкін
- Художник: Анатолій Кузнецов
- Композитор:  Ян Френкель
- Пісні на вірші  Ігоря Шаферана
- Звукорежисер: Андрій Греч